# 10-я кавалерийская дивизия (формирования 1925)
10-я кавалерийская дивизия (формирования 1925) — воинское соединение РККА 1925—1941 годах. До 1930 года называлась 11 кавалерийская Северо-Кавказская дивизия.

## История дивизии
Сформирована в СКВО в июне 1925 году на базе 3-й кавалерийской бригады как территориальная 11 кавалерийская Северо-Кавказская дивизия.
02.03.30 — нумерация изменена — 10 кавалерийская Северо-Кавказская дивизия.
В апреле 1936 года переформирована в казачью — 10 Терско-Ставропольская казачья дивизия.
Весной 1941 года обращена на формирование 26-го механизированного корпуса.
Входила в состав 4-го кавалерийского корпуса СКВО до 1938 года.

## Состав

### На 1927 г.
- 67 кавалерийский полк
- 68 кавалерийский полк
- 69 кавалерийский полк
- 88 кавалерийский полк
- 89 кавалерийский полк
- 90 кавалерийский полк
- 11 конно-артиллерийский дивизион, 11 саперный эскадрон, 11 эскадрон связи

### На 1935—1937 гг.
- Управление (Пятигорск)
- 68 кавалерийский Краснокумский полк, с 13.02.37 — 68 Ставропольский казачий Краснокумский полк, с 5.06.37 — 68 Ставропольский казачий полк (Георгиевск)
- 77 кавалерийский Бузулукский полк, с 13.02.37 — 77 Терский казачий Бузулукский полк (Моздок)
- 78 кавалерийский полк, с 13.02.37 — 78 Терский казачий Невинномысский кавалерийский полк (ст-ца Невинномысская)
- 89 кавалерийский Пятигорский полк имени В. В. Куйбышева, с 13.02.37 — 89 Терский казачий Пятигорский полк имени В. В. Куйбышева (Пятигорск)
- 10 конно-артиллерийский полк, с 13.02.37 — 10 Терский казачий конно-артиллерийский полк (Георгиевск)
- 10 механизированный полк, с 13.02.37 — 10 Терский казачий механизированный полк (Пятигорск)
- 10 отдельный саперный эскадрон, с 13.02.37 — 10 Терский казачий отдельный саперный эскадрон (Пятигорск)
- 10 отдельный эскадрон связи, с 13.02.37 — 10 Терский казачий отдельный эскадрон связи (Ессентуки)

### На 1940 г.
- Управление (Пятигорск)
- 19 кавалерийский полк (ст-ца Невинномысская)
- 25 кавалерийский полк (Георгиевск)
- 33 кавалерийский полк (Моздок)
- 120 кавалерийский полк (Пятигорск)
- 37 танковый полк

```
К 25.10.40 г. имела:   
```

3708 человек личного состава, в том числе — 536 начальствующего, 714 младшего начальствующего, 2458 рядового состава; 1945 лошадей, в том числе — 1345 строевых, 582 артиллерийских, 18 обозных; 195 автомашин, в том числе — 9 легковых, 97 грузовых, 89 специальных; 3 трактора; 2581 винтовок и карабинов; 1185 револьверов и пистолетов; 135 ручных пулеметов; 64 станковых пулемета; 14 зенитных пулеметов; 16 45-мм пушек, 16 76-мм пушек обр.27г., 8 76-мм зенитных пушек, 8 76-мм пушек обр.02/30г., 8 122-мм гаубиц; 44 танка, в том числе — 2 Т-26, 42 БТ; 13 бронеавтомобилей; 47 радиостанций.

## Командиры

### Начальники дивизии
- 1925 − 1928 — Беленкович, Александр Михайлович
- 07.1928 − 1930 — Магер, Максим Петрович (по другим данным только в 1930
- 14.06.1933 − ? — Литвинов, Николай Николаевич
- ? − 10.05.1935 — Бадин, Алексей Лаврентьевич
- 06.01.1936 − 07.1937 — Шеко, Яков Васильевич комдив
- 17.07.1937 − 03.1941 — Кириченко, Николай Яковлевич комбриг, с 04.06.40 г. генерал-майор